# 장군풀
장군풀(將軍-, 학명: Rheum coreanum 레움 코레아눔[*]) 또는 왕대황(王大黃)은 마디풀과의 여러해살이풀이다.

## 분포
한국의 고유종 식물이다. 높은 산의 암석지에서 자라며, 함경남도의 차일봉과 구태산, 함경북도의 백두산과 관모봉에 야생한다.

## 특징
곧게 선 원줄기는 높이 2m 이상, 밑부분 지름 5cm 정도로, 속이 비었으며 세로줄이 있다.
손바닥모양의 뿌리잎(근생엽)이 3개로 갈라지며, 각 갈래조각(열편)은 뾰족하게 다시 갈라진다. 뿌리잎 표면에는 털이 없으나, 뒷면과 가장자리에 누운털(복모)이 있다. 잎자루(엽병)는 지름 2~2.5cm 정도에 털이 없으며, 넓은달걀모양(광란형) 턱잎(탁엽)은 길이 8cm 정도로 가장자리가 흑갈색이다. 줄기잎(경엽) 2개는 긴 잎자루와 더불어 길이 60cm, 폭 40cm 정도이며, 가장자리가 밋밋하고 밑부분에서 3개의 큰맥이 발달한다.
7~8월에 누런빛을 띤 흰색의 작은 꽃이 핀다. 복총상꽃차례(복총상화서)가 모여 원줄기 끝에서 큰 원뿔모양꽃차례(원추화서)를 형성하는데, 꽃대는 붉은 빛이 돌고 털이 없으나 가지에는 잔털이 있다. 꽃자루는 중앙부터 그 아래로 고리마디(환절)가 있다. 꽃받침조각(악편)은 6개가 2줄로 배열되어 있으며, 비교적 큰 안쪽 것이 길이 2mm 정도이다. 수술은 10개로, 털이 없고 꽃밥은 흑홍색이다. 녹색 씨방은 털이 없으며, 암술대가 3개 있다.
열매는 수과로, 꽃받침(숙존악)에 싸여 있다.
뿌리줄기(근경)를 "왕대황"이라고도 부른다. 황색 뿌리가 매우 비대해지며, 갈라져서 옆으로 퍼지고 윗부분이 흑갈색 비늘조각으로 싸여있다.

## 같이 보기
- 대황(Rheum undulatum)
- 루바브(Rheum rhabarbarum)